# Medetera zimini
Medetera zimini är en tvåvingeart som först beskrevs av Negrobov 1966.  Medetera zimini ingår i släktet Medetera och familjen styltflugor. Inga underarter finns listade i Catalogue of Life.